# 北大隅郡

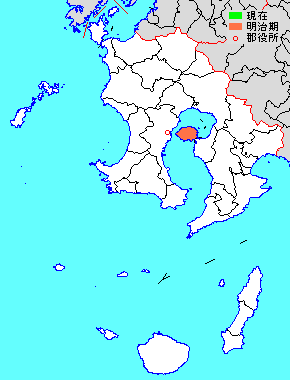
鹿児島県北大隅郡の位置

北大隅郡（きたおおすみぐん）は、鹿児島県にあった郡。

## 郡域
1887年（明治20年）に行政区画として発足した当時の郡域は、鹿児島市の一部（桜島）にあたる。

## 歴史

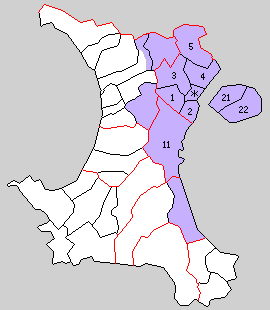
21.西桜島村 22.東桜島村（紫：鹿児島市 1 - 5は鹿児島郡 11は谿山郡）

### 郡発足までの沿革
- 明治初年時点では全域が薩摩鹿児島藩領であった。「旧高旧領取調帳」の記載によると、大隅郡のうち後の本郡域には桜島郷18村が存在[1]。
- 明治4年7月14日（1871年8月29日） - 廃藩置県により鹿児島県の管轄となる。
- 明治12年（1879年）2月17日 - 郡区町村編制法の鹿児島県での施行により、行政区画としての大隅郡が発足。「垂水郡役所」が管轄。

### 郡発足以降の沿革
- 明治20年（1887年）5月9日 - 大隅郡のうち桜島郷の区域をもって北大隅郡が発足[2]。「鹿児島郡役所」が管轄。
- 明治22年（1889年）4月1日 - 町村制の施行により、以下の各村が発足。全域が現・鹿児島市。（2村）
  - 西桜島村 ← 横山村、赤水村、小池村、赤生原村、武村、藤野村、西道村、松浦村、二俣村、白浜村
  - 東桜島村 ← 有村、脇村、瀬戸村、黒神村、高免村、古里村、湯ノ村、野尻村
- 明治30年（1897年）4月1日 - 郡制の施行のため、「鹿児島郡役所」が管轄する鹿児島郡・谿山郡・北大隅郡の区域をもって、改めて鹿児島郡が発足[3]。同日北大隅郡廃止。旧郡域が薩摩国の所属となる。